# Ghigo I d'Albon
Ghigo I d'Albon, detto anche Ghigo il Vecchio (1000 circa – Cluny, 22 aprile 1070), è stato un nobile francese.
Era figlio di un Ghigo d'Albon e di una Gotelana di Clérieux.

## Biografia
Alcune ricerche storiche recenti lo descrivono come un ambizioso che estese i suoi domini tra il Rodano e i colli alpini: dal 1016 egli si fece chiamare "conte" in un documento riguardante alcuni beni di sua proprietà a Moirans. Membro importante dell'aristocrazia borgognona sotto Rodolfo III re di Arles era un sostenitore di quel partito ghibellino che voleva cedere il regno all'impero in caso di morte senza eredi del re, come anche Umberto I Biancamano, primo conte di Savoia. A Muttenz prese quindi parte alla consegna delle insegne borgognone e quindi alla nomina da parte di Rodolfo all'imperatore Corrado II il Salico. Si scopre quindi Ghigo I proprietario nello Champsaur (1027), nell'Oisans con il titolo di conte (1035), nel Grésivaudan (verso il 1040), nel Briançonnais (verso il 1053) e nella valle di Oulx (1070). Dal 1035 gli viene sempre associata la dignità comitale.
Non è noto come i Ghigo siano entrati in possesso di queste terre, ma la loro potenza nascente permise loro d'imporre membri della loro famiglia come vescovi e dunque di d'impadronirsi e di alienare beni della Chiesa a loro vantaggio: lo zio di Ghigo, Umberto d'Albon, fu vescovo di Grenoble. La carica episcopale passò poi a suo cugino Mallen. Suo fratello Gontard fu vescovo di Valence e poi arcivescovo di Vienne, a capo della diocesi più prestigiosa della provincia.
Durante tutto l'XI secolo fu sempre il figlio primogenito, battezzato Umberto, che era destinato a diventare vescovo, mentre era il secondogenito, di nome Ghigo, quello destinato ad ereditare i beni di famiglia. Mallen è senza dubbio quello che ha reso sistematico il trasferimento dei beni della Chiesa verso il cugino Ghigo.
Gli altri signori laici non paiono essere stati in grado di opporsi alla politica espansionista dei Ghigo.
Verso la fine della vita, Ghigo il Vecchio si ritirò in Borgogna, a Cluny, dove morì nel 1070.

## Matrimonio e discendenza
Ghigo I sposò Adelaide di Savoia-Albon († ca. 1025), figlia del conte Umberto I Biancamano, che gli diede un figlio, Ghigo II d'Albon, che ne erediterà la sovranità.